# تيم فيلباوم
تيم فيلباوم (بالألمانية: Tim Fehlbaum) هو مخرج أفلام سويسري ولد سنة 1982.

## أعماله
من أبرز أعماله فيلم جحيم وفيلم المستعمرة

## روابط خارجية
تيم فيلباوم على موقع IMDb (الإنجليزية)
- تيم فيلباوم على موقع ألو سيني (الفرنسية)
- تيم فيلباوم على موقع أول موفي (الإنجليزية)
- تيم فيلباوم على موقع قاعدة بيانات الفيلم (الإنجليزية)
- تيم فيلباوم على موقع كينوبويسك (الروسية)